# Stipa filiculmis
Stipa filiculmis là một loài thực vật có hoa trong họ Hòa thảo. Loài này được Delile miêu tả khoa học đầu tiên năm 1849.